# Marcel Heughebaert
Marcel Heughebaert (Veurne, 7 maart 1923 - 30 oktober 2007) was een Belgisch volksvertegenwoordiger.

## Levensloop
Huyghebaert was beroepshalve onderwijzer en schoolhoofd. Hij trouwde met Maria Dezeure.
Hij werd voor de PVV verkozen tot gemeenteraadslid en schepen van sport in Veurne. Hij lag aan de basis van het Veurnse Sportpark. Daar speelde de voetbalclub SV Veurne, waar hij twaalf jaar de secretaris van was geweest.
Ook zetelde hij van 1981 tot 1985 voor het arrondissement Veurne-Diksmuide-Oostende in de Kamer van volksvertegenwoordigers. In de periode december 1981-oktober 1985 had hij als gevolg van het toen bestaande dubbelmandaat ook zitting in de Vlaamse Raad. De Vlaamse Raad was vanaf 21 oktober 1980 de opvolger van de Cultuurraad voor de Nederlandse Cultuurgemeenschap, die op 7 december 1971 werd geïnstalleerd, en was de voorloper van het huidige Vlaams Parlement.  